# Halloy (Pas-de-Calais)
Halloy ist eine französische Gemeinde mit 196 Einwohnern (Stand 1. Januar 2022) im Département Pas-de-Calais in der Region Hauts-de-France. Sie gehört zum Arrondissement Arras, zum Kanton Avesnes-le-Comte und zum Gemeindeverband Campagnes de l’Artois.

## Lage
Die Gemeinde Halloy liegt im äußersten Süden des Artois an der Grenze zum Département Somme, 30 Kilometer südwestlich von Arras. Nachbargemeinden von Halloy sind Lucheux im Norden, Pommera im Osten, Orville im Süden, Amplier im Südwesten sowie Grouches-Luchuel im Nordwesten.

## Bevölkerungsentwicklung
| Jahr                       | 1962 | 1968 | 1975 | 1982 | 1990 | 1999 | 2006 | 2014 | 2022 |
| -------------------------- | ---- | ---- | ---- | ---- | ---- | ---- | ---- | ---- | ---- |
| Einwohner                  | 298  | 286  | 259  | 250  | 223  | 209  | 223  | 228  | 196  |
| Quellen: Cassini und INSEE |      |      |      |      |      |      |      |      |      |

## Sehenswürdigkeiten

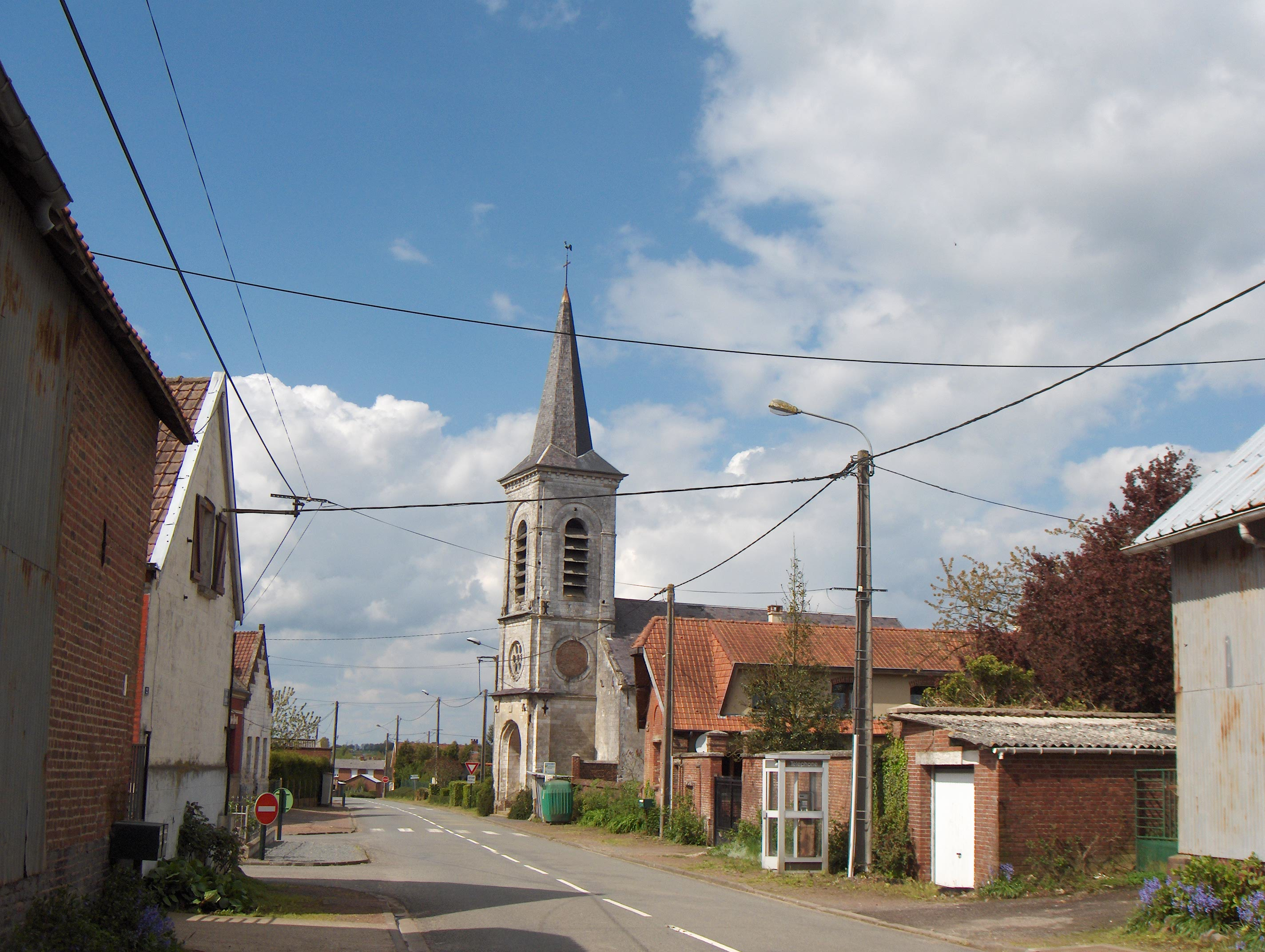
Kirche Saint-Éloi
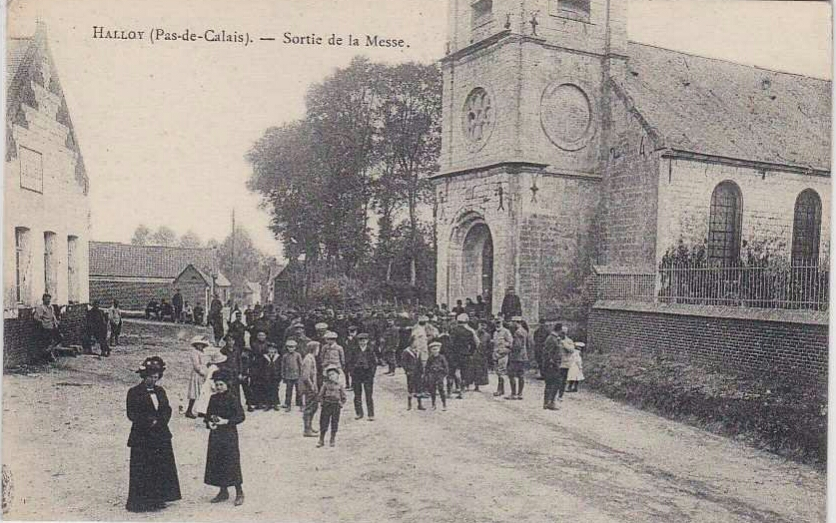
Kirche Saint-Éloi 1905

- Kirche Saint-Éloi
- Kirche Saint-Éloi 1905